# Austroeme modesta
Austroeme modesta là một loài bọ cánh cứng trong họ Cerambycidae.